# Centralny tor perswazji
Centralny tor perswazji – w psychologii społecznej jeden z dwóch torów perswazji wyróżnionych przez Richarda Petty`ego i Johna Cacioppo (obok peryferyjnego toru perswazji), wykorzystywany w centralnej strategii perswazji. Wykorzystuje świadomość odbiorcy, skłaniając go do rozumowego przetworzenia argumentów użytych w komunikacji, dlatego skuteczność komunikacji wykorzystującej ten tor zależy od jakości użytych argumentów oraz ich wewnętrznej spójności. Postawa tak ukształtowana ma charakter generalnie trwały, wpływa na realne zachowania odbiorcy i jest odporna na późniejszą zmianę. W sensie praktycznym używanie centralnego toru perswazji w komunikacji jest przeciwieństwem używania oraz poddawania się manipulacjom, czyli zabiegom skierowanym na skłonienie odbiorcy do działania sprzecznego z tym, co zrobiłby, gdyby używał racjonalnej oceny sytuacji.
Badania wskazują, że wprowadzenie odbiorcy w dobry nastrój zmniejsza jego gotowość do przetwarzania informacji centralnym torem poznawczym, czyniąc go mniej odpornym na manipulację. Dodatkowo zaobserwowano, że dla komunikacji odbywającej się torem centralnym, skuteczniejsze jest ograniczenie liczby argumentów tylko do tych najważniejszych – dodanie argumentów słabych do listy mocnych osłabia wiarygodność także tych mocnych.